# Зелений полоз
Зелений полоз (Senticolis triaspis) — єдиний представник роду Senticolis родини Полозові (Colubridae).
З неотруйних змій.

## Таксономія
Має 3 підвиди. раніше зараховували до роду Полоз-елаф (Elaphe). 
У 1996 році остаточно визначено як окремий рід Senticolis.

## Опис
Загальна довжина досягає 1,2—1,5 м. Середньої товщини змія з подовженою вузькою головою та гладенькою лускою. Забарвлення оливкового, коричневого або червонувато-коричневого кольору без малюнка, хоча молоді особини мають світлі поперечні смуги уздовж спини та світлі плями на голові й шиї.

## Спосіб життя
Полюбляє вологі місцини у горах. Активний уночі. Харчується дрібними ссавцями.
Це яйцекладна змія. Самиця відкладає від 3 до 8 яєць.

## Розповсюдження
Мешкає у штатах США: Аризона, Нью-Мексико, Мексики: Сонора, Чіуауа, Синалоа, Оахака, Агуаскальєнтес, Тамауліпас, Керетаро. Зустрічається також у Гватемалі, Белізі, Гондурасі, Сальвадорі, Нікарагуа, Коста-Риці.

## Підвиди
- Senticolis triaspis intermedia
- Senticolis triaspis mutabilis
- Senticolis triaspis triaspis